# Liste der Bodendenkmäler in Weihmichl
Auf dieser Seite sind die Bodendenkmäler in der niederbayerischen Gemeinde Weihmichl zusammengestellt. Diese Tabelle ist eine Teilliste der Liste der Bodendenkmäler in Bayern. Grundlage ist die Bayerische Denkmalliste, die auf Basis des Bayerischen Denkmalschutzgesetzes vom 1. Oktober 1973 erstmals erstellt wurde und seither durch das Bayerische Landesamt für Denkmalpflege geführt wird. Die folgenden Angaben ersetzen nicht die rechtsverbindliche Auskunft der Denkmalschutzbehörde.

## Bodendenkmäler der Gemeinde Weihmichl

### Bodendenkmäler in der Gemarkung Neuhausen b.Landshut
| Lage                            | Objekt | Akten-Nr.     | Bild |
| ------------------------------- | --- | ------------- | ---- |
| Neuhausen b.Landshut (Standort) | Verebneter vorgeschichtlicher Grabhügel und Siedlung vor- und frühgeschichtlicher Zeitstellung. | D-2-7337-0053 |      |
| Neuhausen b.Landshut (Standort) | Siedlung vor- und frühgeschichtlicher Zeitstellung. | D-2-7337-0056 |      |
| Neuhausen b.Landshut (Standort) | Siedlung vor- und frühgeschichtlicher Zeitstellung. | D-2-7337-0059 |      |
| Neuhausen b.Landshut (Standort) | Untertägige mittelalterliche und frühneuzeitliche Befunde im Bereich der katholischen Filialkirche St. Peter und Paul in Oberneuhausen, darunter Spuren von Vorgängerbauten bzw. älteren Bauphasen. Siehe auch: St. Peter und Paul (Oberneuhausen) | D-2-7337-0072 |      |
| Neuhausen b.Landshut (Standort) | Untertägige mittelalterliche und frühneuzeitliche Befunde im Bereich der katholischen Filialkirche Laurentius in Unterneuhausen, darunter Spuren von Vorgängerbauten bzw. älteren Bauphasen. Siehe auch: St. Laurentius (Unterneuhausen)           | D-2-7337-0074 |      |

### Bodendenkmäler in der Gemarkung Stollnried
| Lage                  | Objekt | Akten-Nr.     | Bild |
| --------------------- | --- | ------------- | ---- |
| Stollnried (Standort) | Untertägige mittelalterliche und frühneuzeitliche Befunde im Bereich der katholischen Wallfahrtskirche Mariä Himmelfahrt in Stollnried, darunter Spuren von Vorgängerbauten bzw. älteren Bauphasen. Siehe auch: Mariä Himmelfahrt (Stollnried) | D-2-7338-0136 |      |

### Bodendenkmäler in der Gemarkung Weihmichl
| Lage                 | Objekt | Akten-Nr.     | Bild |
| -------------------- | --- | ------------- | ---- |
| Weihmichl (Standort) | Grabhügel vorgeschichtlicher Zeitstellung. | D-2-7338-0112 |      |
| Weihmichl (Standort) | Grabhügel der mittleren Bronzezeit, Siedlung des Neolithikums. | D-2-7338-0113 |      |
| Weihmichl (Standort) | Grabhügel vorgeschichtlicher Zeitstellung. | D-2-7338-0114 |      |
| Weihmichl (Standort) | Grabhügel vorgeschichtlicher Zeitstellung. | D-2-7338-0115 |      |
| Weihmichl (Standort) | Untertägige mittelalterliche und frühneuzeitliche Befunde im Bereich des abgegangenen Schlosses von Weihmichl mit einstmaligen Nebengebäuden, Gartenanlagen und Wassergraben, darunter die Spuren von Vorgängerbauten bzw. älterer Bauphasen und abgebrochenen Gebäudeteile. | D-2-7338-0116 |      |
| Weihmichl (Standort) | Körpergräber vor- und frühgeschichtlicher Zeitstellung. | D-2-7338-0117 |      |
| Weihmichl (Standort) | Verebnetes unregelmäßiges Grabenwerk vor- und frühgeschichtlicher Zeitstellung. | D-2-7338-0118 |      |
| Weihmichl (Standort) | Siedlung des Neolithikums, unter anderem der Linear- und Stichbandkeramik/Gruppe Oberlauterbach. | D-2-7338-0119 |      |
| Weihmichl (Standort) | Siedlung allgemein vorgeschichtlicher und neolithischer Zeitstellung, unter anderem des Mittelneolithikums (Stichbandkeramik/Gruppe Oberlauterbach), der Münchshöfener Gruppe und des frühen Mittelalters.                                                                   | D-2-7338-0120 |      |
| Weihmichl (Standort) | Siedlung des Neolithikums unter anderem der Linearbandkeramik, des Mittelneolithikums (Stichbandkeramik/Gruppe Oberlauterbach) und des Spätneolithikums. | D-2-7338-0121 |      |
| Weihmichl (Standort) | Verebnetes viereckiges Grabenwerk vor- und frühgeschichtlicher Zeitstellung. | D-2-7338-0122 |      |
| Weihmichl (Standort) | Siedlung vor- und frühgeschichtlicher Zeitstellung. | D-2-7338-0123 |      |
| Weihmichl (Standort) | Verebnetes Grabenwerk und Siedlung vor- und frühgeschichtlicher Zeitstellung. | D-2-7338-0124 |      |
| Weihmichl (Standort) | Verebnetes viereckiges Grabenwerk vor- und frühgeschichtlicher Zeitstellung, wohl Viereckschanze der späten Latènezeit. | D-2-7338-0125 |      |
| Weihmichl (Standort) | Siedlung des Neolithikums. | D-2-7338-0127 |      |
| Weihmichl (Standort) | Untertägige mittelalterliche und frühneuzeitliche Befunde im Bereich der katholischen Pfarrkirche St. Willibald in Weihmichl mit Friedhof und Friedhofskapelle, darunter Spuren von Vorgängerbauten bzw. älteren Bauphasen. Siehe auch: St. Willibald (Weihmichl)            | D-2-7338-0199 |      |
| Weihmichl (Standort) | Grabhügel vorgeschichtlicher Zeitstellung. | D-2-7438-0322 |      |